# Réalité étendue
La réalité étendue est la mise en œuvre de technologies de réalité augmentée (AR), de réalité virtuelle (VR) et de réalité mixte (MR) en un seul terme générique. Parfois, on utilise le sigle « XR » (pour eXtended Reality en anglais) ou l'expression technologies immersives pour désigner l'ensemble de ces technologies. L'objectif de la technologie est de fusionner ou de refléter le monde physique avec un « monde jumeau numérique » qui peut interagir avec lui. La réalité étendue (XR) est l’une des technologies émergentes les plus récentes dans le domaine de la virtualité immersive.
La réalité virtuelle et la réalité augmentée connaissent une croissance rapide et sont actuellement utilisées dans de nombreux domaines différents, tels que le divertissement, le marketing, l'immobilier, la formation, le travail à distance et la collaboration à distance.

## En France
Il existe en France un Conseil national de la XR (CNXR, une association créée pour fédérer les acteurs français des technologies immersives et de leurs usages, pour structurer et développer une filière d’excellence française. Cette entité se présente (début 2025) comme associant plus de 500 organisations publiques et privées, d'origines scientifiques, industrielles, technologiques, éducatives et culturelles. Fondée par l'AFXR (Association Française de la XR), Euromersive, France Immersive Learning (FIL), French Immersive Studios (FIS), Laval Virtual, PXN (Producteur·ices d'eXpériences Numériques), RA’Pro et VR Connection, elle soutient des initiatives et des projets dans ce domaine, organise des événements et a publié une étude de marché, pour promouvoir et développer la filière XR.

## Réalité étendue multisensorielle
La réalité étendue multisensorielle intègre les cinq sens humains traditionnels, à savoir la vue, l'ouïe, l'odorat, le goût et le toucher. La perception de ces sens implique la transmission de signaux à travers le système nerveux, tels que la lumière qui frappe la rétine de l'œil pour la vue, les molécules d'odeur pour l'odorat et les ondes de pression pour l'ouïe. Les indices sensoriels de la réalité étendue multisensorielle comprennent des éléments visuels, auditifs, olfactifs, haptiques et environnementaux. Dans la réalité étendue multisensorielle, l'odorat joue un rôle important car le système olfactif est étroitement lié au système nerveux sensoriel en biologie. Les expériences multisensorielles intègrent des éléments d'ingénierie neuromorphique, de sciences cognitives, de psychologie positive, de neuro-amélioration et de technologie de nanoémulsion.
C'est une forme de technologie médicale axée sur le système limbique qui englobe également la thérapie numérique. Les expériences multisensorielles sont centrées sur la biologie et peuvent être conçues pour améliorer le bien-être des utilisateurs en utilisant la thérapie numérique pour améliorer l'humeur et fournir des effets thérapeutiques numériques. Elles peuvent produire des changements positifs dans la perception, l'humeur, la cognition et le comportement des utilisateurs,.
La réalité étendue multisensorielle est basée sur les normes OpenXR et WebXR. Elle englobe la perception, le contrôle moteur, l'intégration multisensorielle, les systèmes de vision, les systèmes tête-œil et le traitement auditif,,. La réalité étendue multisensorielle est une technologie de l'IHM, ou interface homme-machine, qui implique la rétro-ingénierie de la rétine.

## Santé et sécurité
Des expériences sont en cours pour évaluer les risques potentiels pour la santé et mettre en place des mesures de sécurité. Robert Rauschenberger et Brandon Barakat ont mené une évaluation approfondie en utilisant diverses mesures optométriques, psychophysiques et d'auto-évaluation. Les recherches menées simultanément pour découvrir les risques potentiels pour la santé liés à l'utilisation de la réalité virtuelle dans l'éducation ont conclu que cette technologie doit être utilisée en toute sécurité par les enfants dans un contexte pédagogique. Une analyse plus approfondie est nécessaire en prenant en compte les paramètres démographiques et environnementaux afin d'éviter les risques cachés pour la santé.